# Tibouchina latibracteolata
Tibouchina latibracteolata är en tvåhjärtbladig växtart som beskrevs av Paul G.Wilson. Tibouchina latibracteolata ingår i släktet Tibouchina och familjen Melastomataceae. Inga underarter finns listade i Catalogue of Life.